# Университет аль-Азхар
Аль-Азха́р (араб. الأزهر‎) — один из старейших в мире университетов, а также наиболее престижный мусульманский духовный университет. Основан в Каире династией Фатимидов.

## История

### Основание
Университет появился как медресе при мечети Аль-Азхар в 970 году и утверждён в 988 году Фатимидами. Название получил в честь дочери пророка Мухаммада Фатимы Захры. Мечеть считалась официальной мечетью Фатимидов и фактическим центром шиитского призыва.
С 975 года в мечети читались лекции по основам шиизма. В 988 году министр Якуб бин Каляс установил учебный план, набрал группу преподавателей и привлёк студентов.
Благодаря своему расположению (Каир находится на стыке Азии и Африки) на учёбу в Аль-Азхар приезжало много иностранцев. Изначально обучение проводили прямо во дворе мечети, но из-за большого числа иногородних студентов для них построили специальные жилые помещения (ривак). Университетская система аль-Азхар включала в себя использование трудов приглашённых профессоров и стипендии для талантливых студентов.
Со временем университет стал переходить на смешанное шиитско-суннитское богословие. После свержения власти Фатимидов в Каире Саладином в 1171 году аль-Азхар утратил былое значение и был низведён до рядовой суннитской мечети с образовательным центром шафиитского мазхаба. Книги[какие?] из богатой коллекции аль-Азхара (их численность оценивается от 120 тысяч до 2 миллионов) были распроданы или уничтожены[почему?]. С другой стороны, при Саладине в аль-Азхаре преподавал учёный и врачеватель Абдул-Латиф ибн Юсуф аль-Багдади и еврейский философ Маймонид, читавший лекции о медицине и астрономии.
С XIII века в стенах аль-Азхар сосуществуют вместе представители четырёх суннитских мазхабов, шииты и позднее суфийские школы. К XVIII веку университет становится преимущественно суннитским центром.

### Развитие
В XIV—XV веках около аль-Азхара были выстроено несколько медресе. Позже они были присоединены к аль-Азхару. После вхождения Египта в состав Османского государства (с 1517 года), государство перестало помогать аль-Азхару в результате чего система образования пришла в упадок, многие медресе прекратили своё существование. Несмотря на это университет оставался важным оплотом юридическо-богословских дисциплин и арабской филологии на Ближнем Востоке. В нём учились не только мусульмане Египта, но и из других стран, особенно африканских. В XVIII веке университет стал фактически общемусульманским центром традиционного образования и наук.
В последней четверти XIX века начался длительный и небезболезненный процесс модернизации учебных программ, организационной структуры и внутреннего распорядка университета. Постепенно аль-Азхар достиг университетского статуса.

### XX век
В 1961 году по «Закону о развитии Аль-Азхара» были образованы и светские факультеты вроде политехнического. В том же году был открыт Женский колледж аль-Азхар, где женщины могут получить образование. При этом они учатся и проживают отдельно, а их преподаватели — исключительно женщины. 
Первой женщиной, приглашённой выступить (1955) в университете аль-Азхар была восточнопакистанская писательница и журналистка Заиб-ун-Нисса Хамидулла.

### XXI век
Сегодня аль-Азхар является своеобразным брендом Египта, который упоминается в конституции страны. Он является самым большим ВУЗом на всем арабском востоке. Ежегодно в нём обучаются студенты более чем из ста стран мира. Многие выпускники аль-Азхара стали широко известны как в Египте, так и за его пределами. Некоторые египетские эксперты сегодня критикуют университет за излишнюю приверженность традиционализму и отсутствие новейших технологий обучения.
После свержения власти Братьев-мусульман в Египте (2013) аль-Азхар превратился в центр протестов против светского режима президента Ас-Сиси. Руководство университета отчислило 76 студентов и студенток, которых обвинили в поддержке Братьев-мусульман и организации массовых беспорядков. Также 36 студентов были отчислены из филиала в г. Эз-Заказике.
13 мая 2015 года Аналитическим центром Институт Гейтстоун (Нью-Йорк, США) опубликован обзорный доклад «„Не уверовавшим — рубите головы“. Мусульманское преследование христиан, февраль 2015» о гонениях на христиан в мусульманских странах в 2015 году. Автор доклада, американский востоковед-арабист и исламовед Раймонд Ибрагим отмечал, что

Также в феврале [2015] стало известно, что Египетский университет аль-Азхар — самый авторитетный по мнению многих голос суннитского ислама, продолжает подстрекать к вражде и насилию против немусульман «неверных». Исламский университет был изобличён в бесплатном распространении «книг», "добрая половина которых на каждой странице, а в действительности, чуть ли не в каждой строке заканчивается фразой: «не уверовавшим [„неверным“] — рубите головы»".
Оригинальный текст (англ.)Also in February it was revealed that Egypt’s Al Azhar University — seen by many as Sunni Islam’s most authoritative voice — continues to incite enmity for and violence against non-Muslims «infidels.» The Islamic university was exposed as offering, free of charge, "a book, " in the words of an Egyptian secular critic, "whose latter half and every page — indeed every few lines — ends with "whoever disbelieves ["infidels"] strike off his head.
— Raymond Ibrahim «Whoever Disbelieves, Strike Off His Head». Muslim Persecution of Christians, February 2015 // Gatestone Institute. - 13 May 2015

## Факультеты
Основными предметами преподавания в университете являются исламское право (фикх), арабский язык и литература, коранические дисциплины и хадисоведение.
С 1932 года обучение делилось на три основных факультета: факультет арабского языка, богословский и шариата. Эти факультеты расположены вблизи мечети и при них находится медресе для мальчиков.
В 1961 году по «Закону о развитии аль-Азхара» были созданы светские факультеты (медицины, сельского хозяйства и пр.). После этого в университете стало действовать девять факультетов:
- основ религии;
- шариатский;
- литературный;
- административных дел и торговли;
- политехнический;
- сельскохозяйственный;
- медицинский;
- педагогический;
- женский[4].

В университете имеется богатое собрание арабских рукописей (свыше 20 тысяч томов) и печатных изданий. При нём функционирует ряд религиозных институтов и учреждений, в том числе и Академия исламских исследований. Университет выпускает свои журналы, программы и т. п. Поныне ал-Азхар остаётся крупнейшим центром подготовки исламских богословов и для всех мусульманских стран.
Занятия для женщин проходят в Женском колледже, который разбит на пять факультетов: арабский язык и исламская культура, медицинский, гуманитарный, политехнический и торговли. Все преподаватели колледжа исключительно женщины.
Обучение как для египтян, так и для иностранцев, бесплатное. Для поступления в аль-Азхар иностранцам необходимо рекомендательное письмо от имама и сдача вступительных экзаменов. На вступительных экзаменах у иностранцев проверяют знание Корана и арабского языка. Эти базовые знания можно получить на подготовительных курсах.

## Система обучения
В университете Аль-Азхар на сегодняшний день действует трёхступенчатая система обучения:
- Бакалавриат;
- Магистратура;
- Аспирантура

Полученный по окончании обучения в университете диплом признан большинством стран легальным, а соответственно - международным. Это приводит к таким вынужденным мерам, как использование в качестве системы оценивания классической английской системы из 100 баллов.

## Процесс обучения
Учебное заведение предполагает либеральное отношение к своим студентам. Посещаемость лекций строго не контролируется. Ученики, изучающие программу в быстром темпе, имеют полное право перейти на старшие курсы, непосредственно сдав экзамены наперед. Для тех студентов, кто не отличается таким высоким успехом, также существует свой режим: они вполне могут изучать программу, с которой у них возникли трудности, не один, а два года. Конечно, это чаще всего относится к иностранным студентам.
Ученики обязаны соблюдать дисциплину. Посещая занятия, им необходимо носить форму: синие/голубые рубашки, темные брюки.

## Инфраструктура
Университет Аль-Азхар располагает старейшей библиотекой, содержащей в себе приблизительно 42 000 манускриптов. Библиотека расположена неподалёку от административного комплекса.
На территории также расположено общежитие для студентов университета.

## Известные преподаватели
С университетом связана деятельность таких выдающихся людей как: физик Ибн аль-Хайсам, врач Абдул-Латиф ибн Юсуф аль-Багдади, поэт-суфий Умар ибн аль-Фарид, историк и факих Ибн Хальдун, реформатор ислама и общественный деятель Мухаммад Абдо и др.
Среди преподавателей университета были такие известные теологи и учёные как:
- Мухаммед Айяд Тантави (1810—1861) — филолог-арабист, позже преподавал в Санкт-Петербурге
- Мухаммад Абу Захра (1898—1974) — писатель, теолог
- Мухаммад Асад (1900—1992) — теолог, политический деятель, дипломат

## Галерея

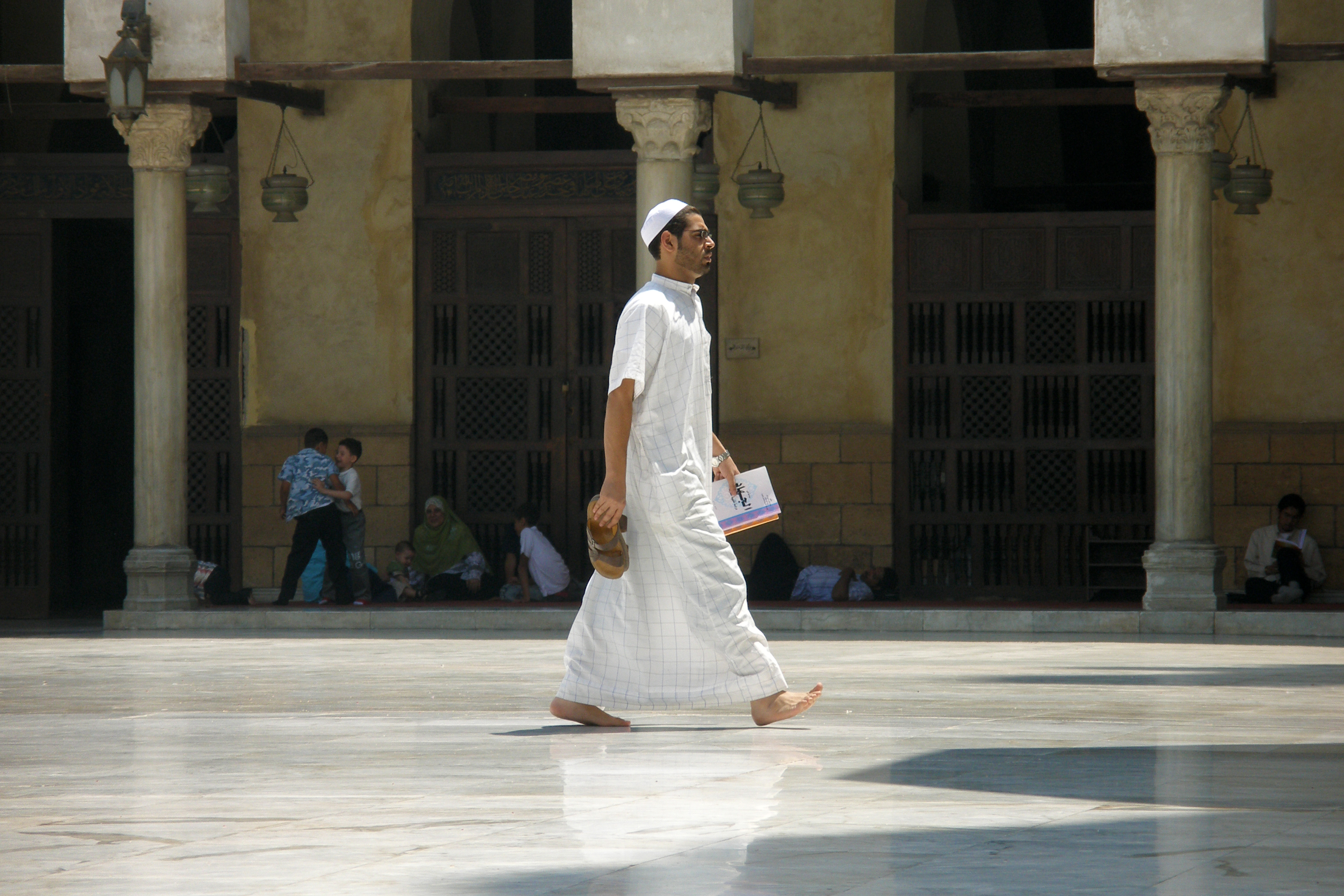
Главный двор Аль-Азхар.
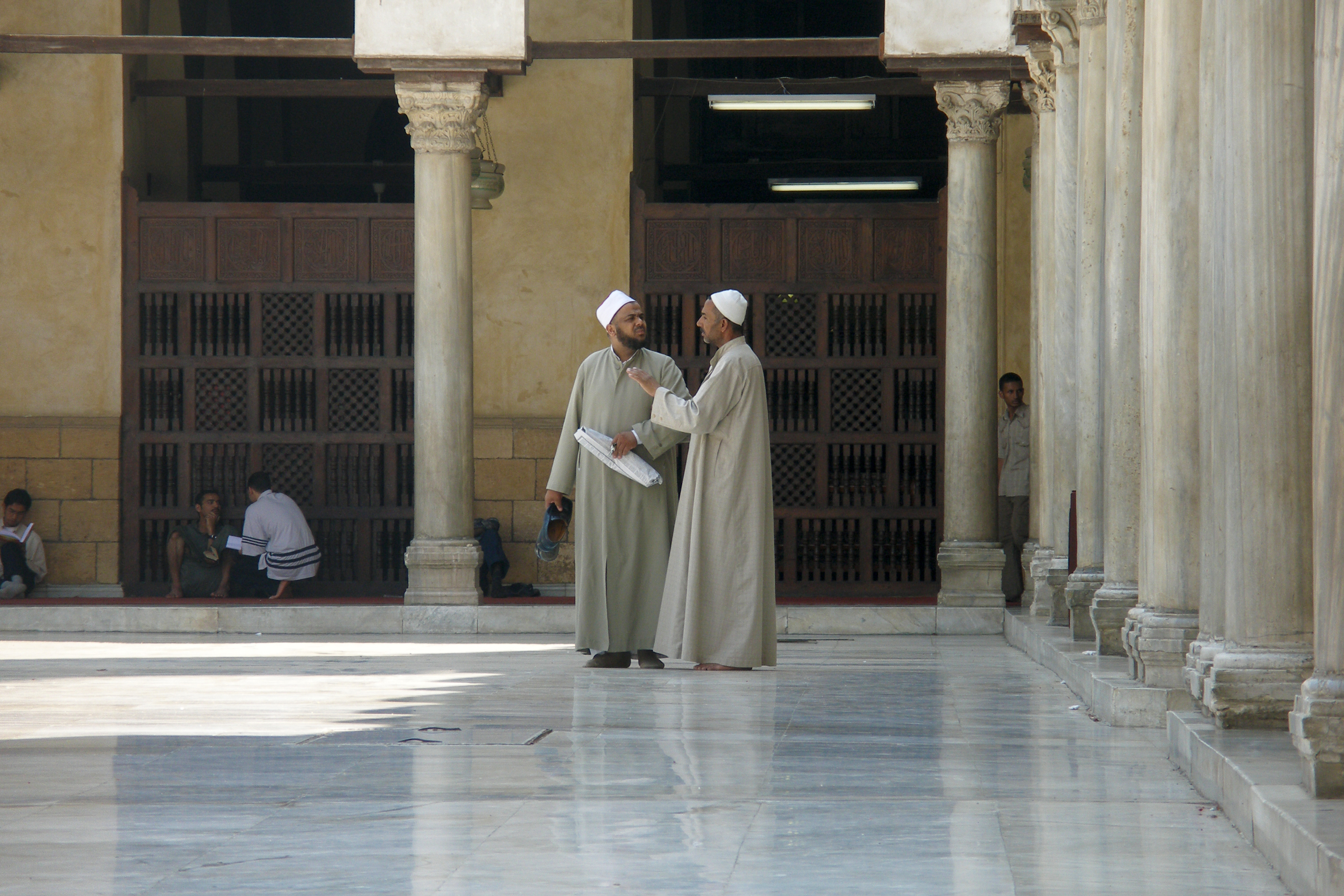
Обучающиеся во дворе Аль-Азхар.
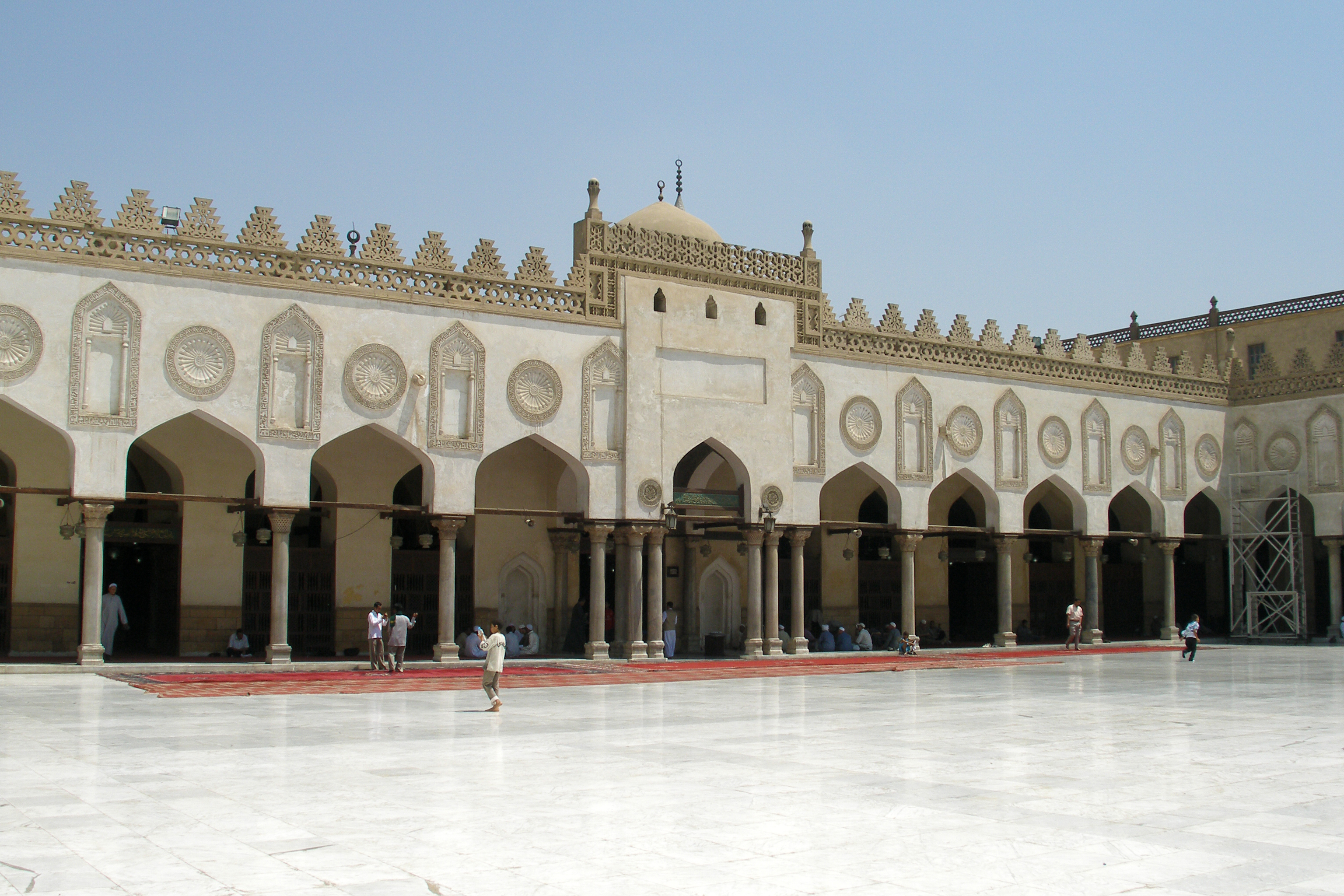
Фасад Аль-Азхар.
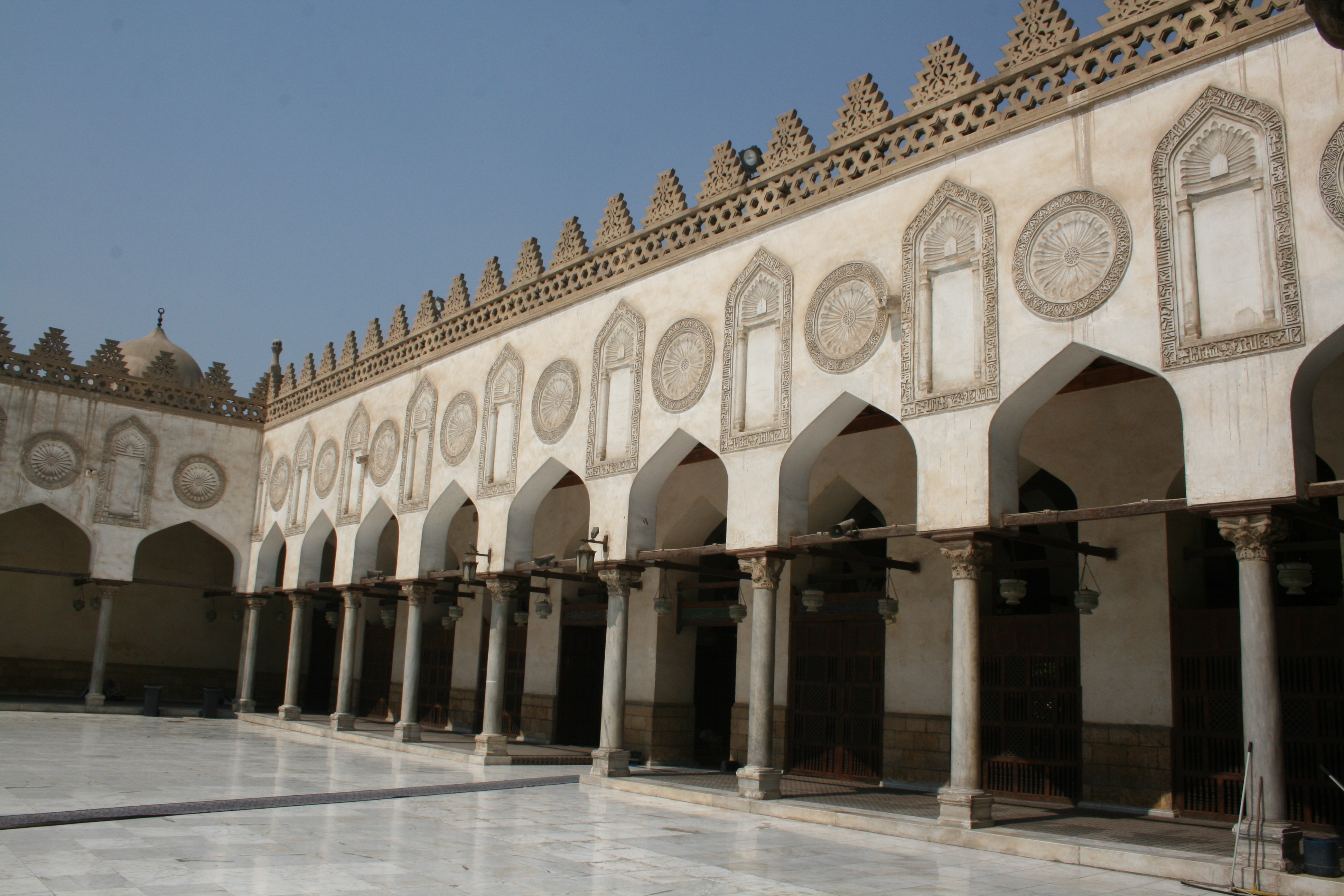
Исламские орнаменты.